# Szczur białostopy
Szczur białostopy (Rattus nitidus) – gatunek ssaka z podrodziny myszy (Murinae) w obrębie rodziny myszowatych (Muridae), występujący w Azji Wschodniej, Południowo-Wschodniej i w Himalajach.

## Zasięg występowania
Szczur białostopy występuje w północnych i północno-wschodnich Indiach, wschodnim Nepalu, skrajnie zachodnim i wschodnim Bhutanie, zachodniej, północnej i wschodniej Mjanmie, środkowej, południowo-środkowej i południowo-wschodniej Chińskiej Republice Ludowej (w tym wyspa Hajnan), w północnej Tajlandii, Laosie, Wietnamie (w tym przybrzeżna wyspa Cát Bà) i prawdopodobnie wschodnim Bangladeszu. Wprowadzony na Filipiny (wyspa Luzon), środkowe Celebes, wyspę Seram, północno-zachodnią Nową Gwineę i Palau, ale introdukcja może być szersza.

## Taksonomia
Gatunek po raz pierwszy zgodnie z zasadami nazewnictwa binominalnego opisał w 1845 brytyjski przyrodnik Brian Houghton Hodgson nadając mu nazwę Mus nitidus. Holotyp pochodził ze środkowego Nepalu.
R. nitidus należy do grupy gatunkowej norvegicus. R. nitidus jest morfologicznie podobny do R. norvegicus i jego siostrzanych gatunków. Autorzy Illustrated Checklist of the Mammals of the World uznają ten takson za gatunek monotypowy.

### Etymologia
- Rattus: łac. rattus „szczur”[17].
- nitidus: łac. nitidus „błyskotliwy, błyszczący, lśniący”, od nitere „lśnić”[18].

## Morfologia
Długość ciała (bez ogona) 148–180 mm, długość ogona 135–206 mm, długość ucha 21 mm, długość tylnej stopy 32–36 mm; masa ciała 110–140 g. Samce (136 g) są średnio cięższe i mają dłuższe tylne kończyny niż samice (114 g); populacje północne również wydają się być większe niż populacje południowe.

## Ekologia
Występuje od poziomu morza do wysokości 2740 m n.p.m. W pierwotnym środowisku żyje w lasach i żeruje w strumieniach, chętnie wchodząc do wody; prawdopodobnie właśnie z tego powodu ma gęstą sierść, podobnie jak szczur wędrowny. Zamieszkuje różne rodzaje lasów, tereny uprawne, a także osiedla ludzkie.

## Populacja
Szczur białostopy ma szeroki zasięg występowania, jest pospolity. Populacja jest stabilna, nie są znane zagrożenia dla gatunku. Jest on uznawany za gatunek najmniejszej troski, indyjskie prawodawstwo uznaje go za szkodnika.